# Bernhard Metzeroth
Bernhard Metzeroth (* 13. Januar 1813 in Weimar; † 26. Januar 1848 in Hildburghausen) war ein deutscher Kupferstecher.

## Leben
Bernhard Metzeroth entstammte der thüringischen Handwerker- und Künstlerfamilie Metzeroth/Metzrodt/Metzerott. Gustav Metzeroth war sein älterer Bruder. Bernhard besuchte die Fürstliche freie Zeichenschule Weimar, die unter dem Protektorat Johann Wolfgang von Goethes stand und seinerzeit von dem Maler Heinrich Mayer geleitet wurde. Hier erlernte er bei Carl August Schwerdgeburth die Kupferstecherei. 
Er fand eine Anstellung im Bibliographischen Institut von Joseph Meyer, zunächst in Gotha, ab 1830 in Hildburghausen. Metzeroth schuf für Meyers Universum zahlreiche Landschaften und Stadtansichten sowie Karten. Sein größtes Werk, ein Kunstblatt (53,5 × 72 cm), eine Prämie für Abonnenten von Band 13 des Universum mit dem Titel Seesturm im Anzug nach Smith, konnte er nicht mehr selbst vollenden.